# Río Irtish
El río Irtish (del ruso: Иртыш), en kazajo: Ертіс, Ertis en chino simplificado, 额尔齐斯河; pinyin, Erqisi es el río más largo de Asia Central que fluye en direcciones NO y N a través de China, Kazajistán y Rusia hasta desaguar en el río Obi, del que es su mayor afluente. Tiene una longitud de 4248 km —527 km en China, 1637 km en Kazajistán y 2084 km en Rusia— pero si se considera el sistema Obi–Irtish, alcanza los 5410 km, que lo sitúan como el séptimo río más largo del mundo, por detrás del Amazonas, Nilo, Yangtsé, el Misisipi-Misuri, el Yeniséi-Angará y el río Amarillo. Drena una vasta cuenca de 1 673 470 km², la 16.ª mayor del mundo, de la que un 44 % corresponde a Rusia.
Administrativamente, el río nace en China (en la Región Autónoma Uigur de Sinkiang), cruza Kazajistán (provincias de Kazajistán Oriental y Pavlodar) y acaba desembocando en Rusia (óblast de Tiumén y el distrito autónomo de Janti-Mansi-Yugra).
Sus principales afluentes son los ríos Ishim (2450 km), Tobol (1591 km), Demianka (1160 km), Konda (1097 km) y Om (1090 km). Hay muchas ciudades en sus orillas, como las kazajas Öskemen, Semey y Pavlodar, y las rusas Omsk, Tara, Tobolsk y Janti-Mansisk.

## Geografía

### Curso chino
El Irtish nace en China, en la Región Autónoma Uigur de Sinkiang, en la vertiente suroccidental del macizo de Altái mongol, la cordillera de 300 km de longitud, que separa China de Mongolia. En este tramo el río lleva el nombre de Ertix He (o Erqisi) y a veces es conocido como Kara-Irtish (o Irtish negro). El Irtish nace en una zona muy montañosa y discurre en dirección sur entre valles estrechos y encajonados. Al salir del macizo montañoso entra en la parte norte de Zungaria (China occidental), una región con un clima muy seco y continental, razón por la cual se producen grandes amplitudes térmicas tanto estacionales como durante los ciclos diurnos y nocturnos (desde -40 °C en enero a 45 °C). Su relieve es el de una gran cuenca endorreica, casi un desierto frío con presencia de zonas esteparias y rodeada por altas y escarpadas montañas con cimas nevadas y laderas cubiertas por abetos.
Tras llegar a la pequeña localidad de Koktokay (o Fuyong), el río vira hacia el oeste, ligeramente norte, siguiendo su valle la carretera G216. Pasa muy próximo a las localidades de Sarbulak y Beitun y a menos de 3 km del lago Ulungur (1035 km²), uno de los diez lagos de agua dulce mayores de China. En 1969 se construyó un canal entre el Irtish y el lago, que permite derivar aguas hacia el lago para mantener su nivel.
Al poco el río llega a Burgin (68 112 hab. en 1999), la principal ciudad china en su discurrir y luego, tras haber recorrido 525 km por territorio chino, cruza la frontera y se adentra en Kazajistán.

### Curso kazajo

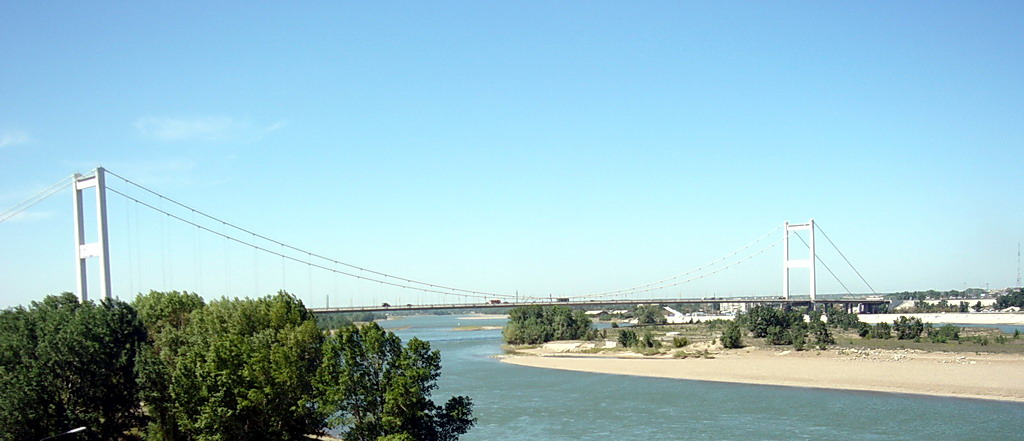
El puente Semipalatinsk, en la ciudad de Semey

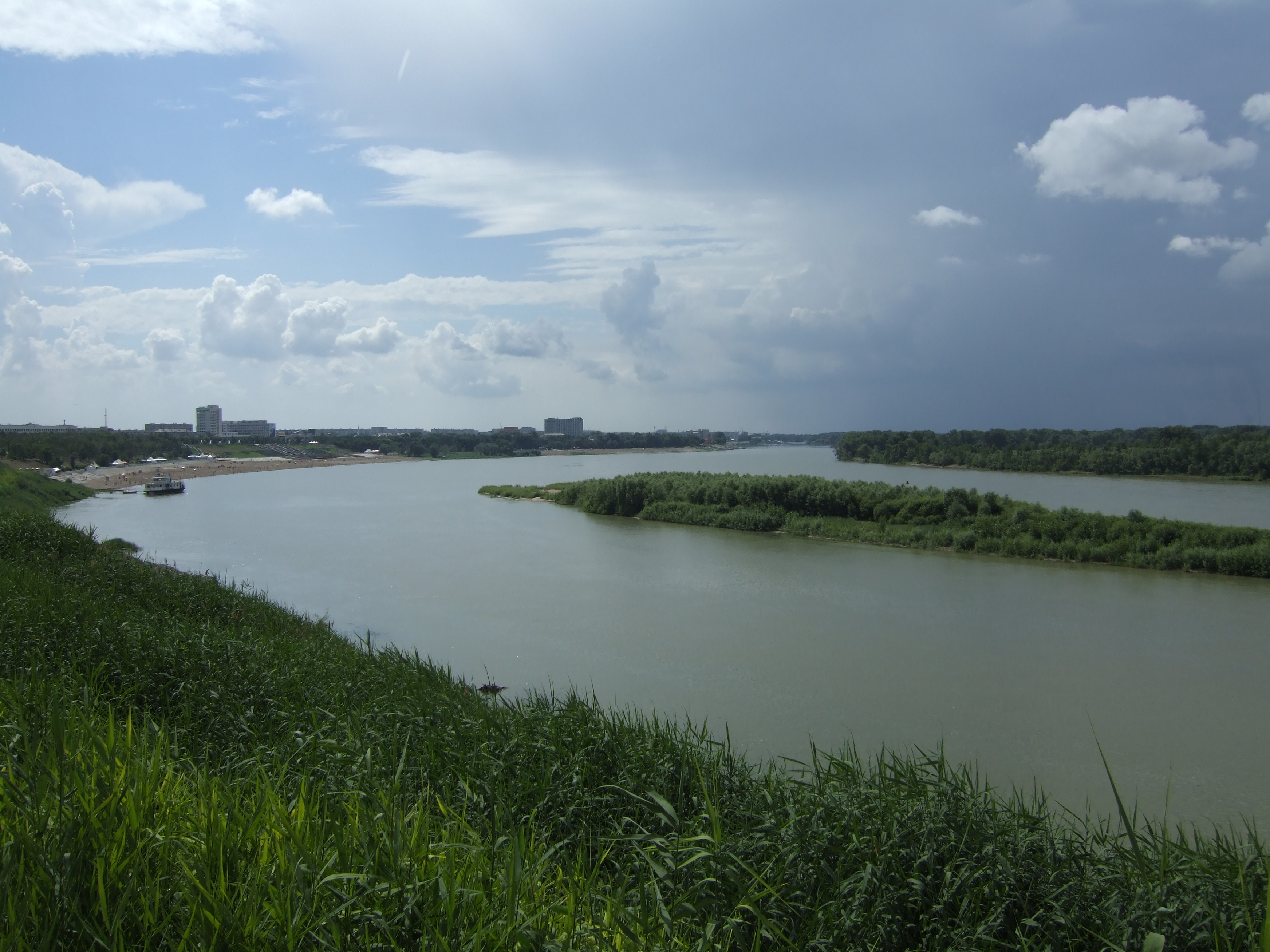
El río Irtish a su paso por Pavlodar

El Irtish se adentra en Kazajistán, en su parte centroriental, por la provincia de Kazajistán Oriental. Enseguida llega al gran lago Zaysan, localizado a unos 60 km de la frontera. Situado originalmente a 386 m de altitud y con una superficie de 1860 km², el lago tiene unos 140 km de largo y unos 30 km de ancho. El lago ha aumentado de forma considerable por la construcción, aguas abajo en el Irtish, de la gran presa de la central hidroeléctrica Bujtarminskaya (1953-66), que ha creado el embalse de Bujtarmá (con 220 km de longitud y que con 5490 km², es el 5.º mayor del mundo por superficie y el 21.° por volumen), del que el lago Zaysan es ahora la cola. En las riberas del lago hay bastantes pequeñas localidades, como Nam-Bay, Bakhor, Aksuat o Topolev Mys. En esta zona del lago el río recibe a sus primeros afluentes de importancia, ambos por la izquierda, los ríos Kandisu (180 km) y Kokpekty (150 km). El Irtish, deja el lago por la parte noroeste, entrando en una zona montañosa en el largo tramo del ya citado embalse de Bujtarmá. En este tramo embalsado recibe por la derecha al río Narym (~100 km) y al río Bujtarmá (336 km) y, después de recorrer más de 230 km de aguas remansadas, llega a la gran presa de Bujtarminskaya, localizada a 5 km aguas de la ciudad de Serebryansk (9.568 hab. en 2010).
Pasada la presa, el río vira hacia el noroeste, alcanzando las pequeñas localidades de Ognevika, Ermakovka y Novotróitskoe, en la cola de un nuevo embalse, el de la central de Ust-Kamenogorsk (1939-53), con una superficie de 37 km², una longitud de 85 km y una potencia instalada máxima de 315 MW. Pasada la presa, el Irtish deja las montañas y llega al poco a Öskemen (288 660 hab. en 2010), la capital de la provincia, localizada en el punto donde el Irtish recibe por la izquierda al río Ulba (278 km).
Mantiene el río su dirección, cada vez más este, hasta llegar a la cola de otro gran embalse, el de Shulbinsk (1976-87), con 702 MW y una longitud de más de 80 km. En el tramo embalsado recibe por la derecha al río Uba (278 km) y tras dejar atrás la presa, por la margen izquierda, al río Čar (250 km). Luego el Irtish llega a la ciudad de Semey (antigua Semipalátinsk, con 298.100 hab. en 2006), donde se ha construido recientemente (1998-2002) un importante puente colgante, el puente Semipalatinsk (con una longitud de 1086 m). Prosigue el río su avance hacia el noroeste, recibiendo por la izquierda al río Chagan (295 km), poco antes de entrar en la provincia de Pavlodar.
Alcanza luego la ciudad de Kurchátov, una antigua ciudad cerrada soviética donde estaba el polígono nuclear o sitio de pruebas de Semipalatinsk (cerrado en 1991), que ha pasado de los 20 000 habitantes en su mayor apogeo a apenas 11 065 hab. en 2010. El río se vuelve cada vez más hacia el norte, llegando a las pequeñas ciudades de Moldary, Maskoye, Karaterek, Sarykamys, Lebyazh'ye y Aksu (40 067 hab. en 2009). Poco antes de esta ciudad se ha construido el canal Irtish-Karaganda, un canal de 458 km que conecta con la ciudad de Karaganda (446 200 hab. en 2006) y permite llevar el agua necesaria para el riego de las tierras resecas de las estepas kazajas y a su capital Astaná.
El Irtish llega luego enseguida a la capital provincial de Pavlodar (331 710 hab. en 2010) y luego alcanza las pequeñas localidades de Zhidkovska, karaoba, Krasnokutski, Zhanabet y luego Irtish, la ciudad que da nombre al río. Poco después, manteniendo su rumbo al norte y tras atravesar la pequeña ciudad de Severnyy y de haber recorrido 1637 km por territorio kazajo, el río abandona Kazajistán y entra en Rusia.

### Curso ruso

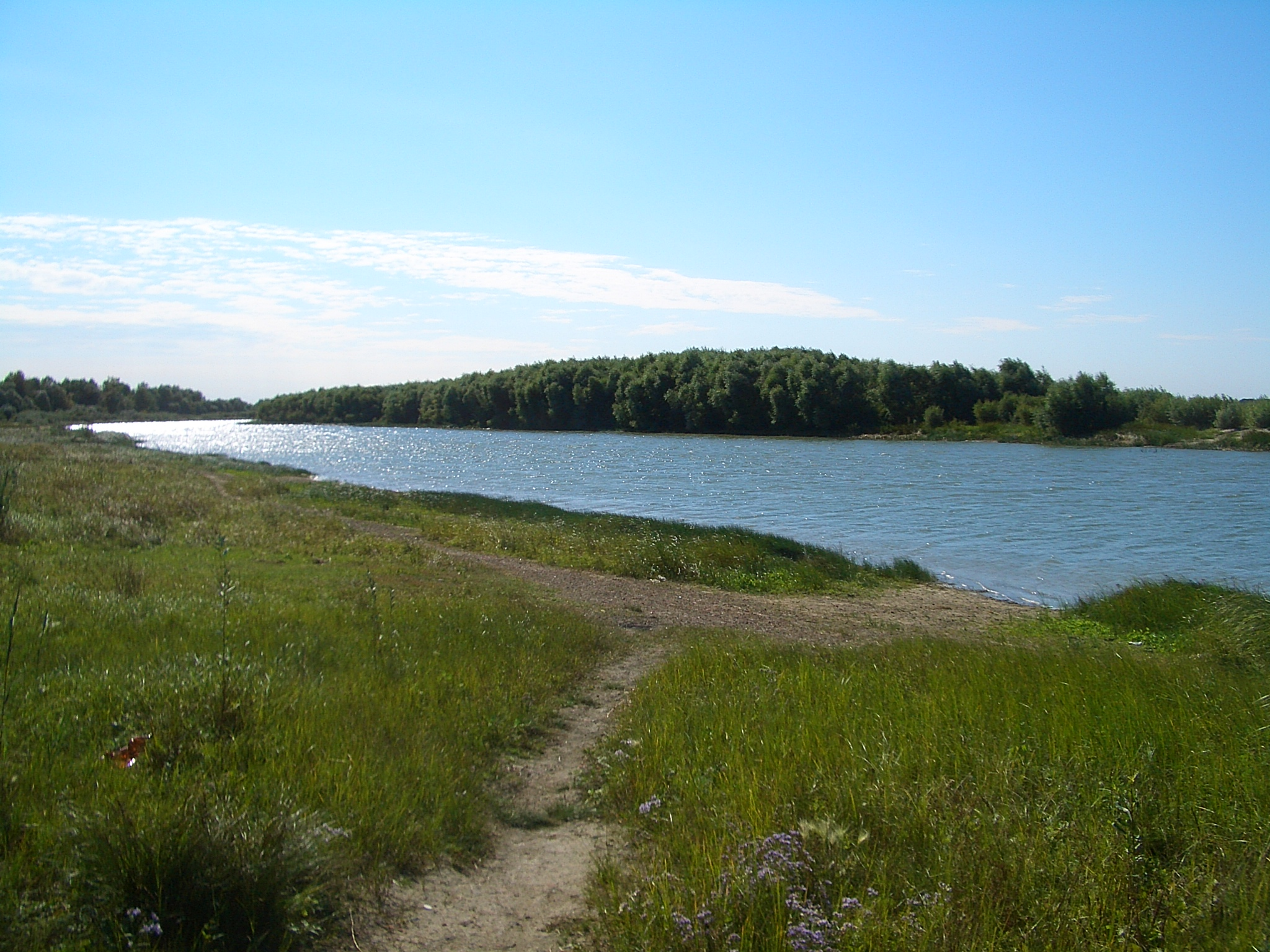
El río Irtish a su paso cerca de la ciudad rusa de Cherlak

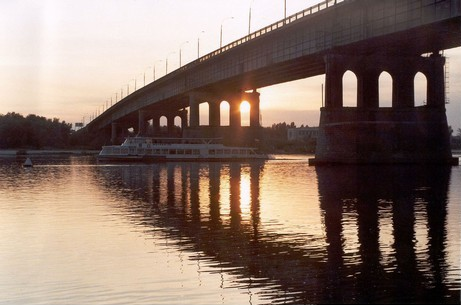
Un puente sobre el Irtish en la ciudad de Omsk

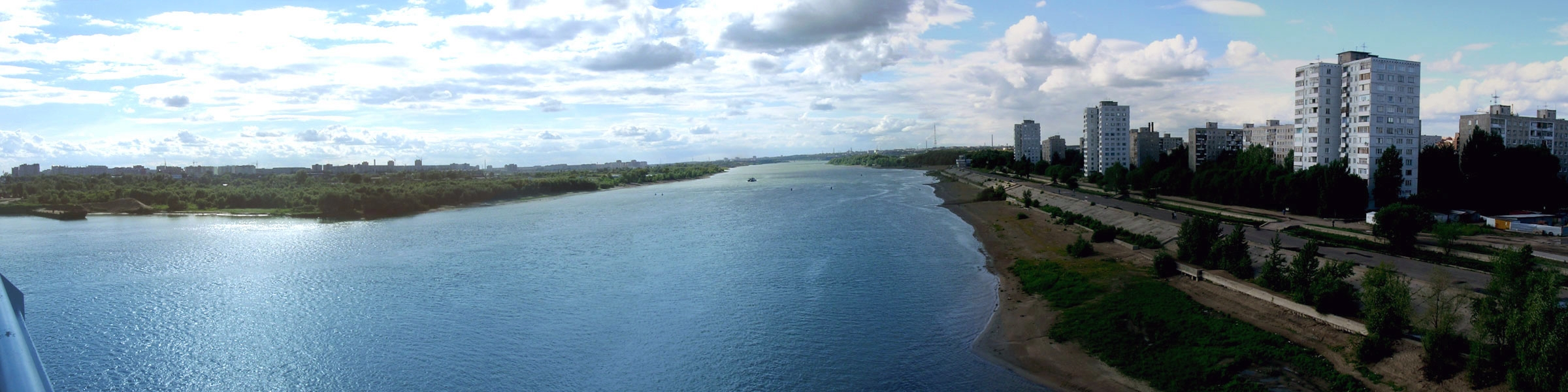
Vista de Omsk desde un puente sobre el Irtish

El Irtish entra en Rusia por la parte meridional del óblast de Omsk, y tras pasar por Bol'shoy Atmas llega a la pequeña ciudad de Cherlak. Vuelve a virar hacia el noroeste y tras pasar por Solonovska (11.586 hab. en 2010) llega a la gran ciudad de Omsk (1.154.000 hab.), la segunda ciudad más grande del Distrito Federal de Siberia y el puerto fluvial más grande en el oeste de Siberia, sede de la Compañía de navegación del río Irtish. En Omsk el río recibe, por la derecha, al río Om (1.090 km).
Sigue el río su avance, pasando por Beregovoy, Krasny Yar, Krasnoyarka, Sargatskoye (8.895 hab. en 2010), Bolsherechye (11.783 hab.), Krasnoyarkiy, Yevgashchino y Ust'Tara, donde recibe por la izquierda al río Tara (806 km). Continúa y tras pasar por Yekateriniskoye, alcanza la ciudad de Tara (26.664 hab.), la capital del distrito de Tarsky. El río recibe por la derecha al río Uy (387 km) y después vuelve a virar hacia el noroeste, y tras dejar atrás la pequeña localidad de Znamenskoya, recibe, por la izquierda, al río Osha (530 km) y tras pasar por Lipovka, al poco y por la otra mano, al río Shish (o Chich) (378 km). Sigue después por Tashetkany y Ust'Tuy, donde recibe, por la derecha, al río Tuy (507 km). Sigue por Tevriz, Kipo-Kulary y alcanza Ust'-Ishim, donde recibe, por la izquierda, al más largo de sus afluentes, el río Ishim (2450 km). Continúa por Saugach y Mlaya Bicha, justo antes de abandonar el óblast de Omsk e internarse en el óblast de Tiumén, por la parte centroriental.
Llega luego el río a Begishevo y Vagay, donde recibe por la izquierda al río Vagay (555 km). Alcanza después Baksheyevo, Abalak y la importante ciudad de Tobolsk (103.081 hab. ), donde recibe por la margen izquierda al principal de sus afluentes, el río Tobol (1.591 km).
Aquí el río cambia repentinamente de rumbo y se encamina decididamente hacia el norte, pasando por Bronnikovo y Gornoslinkino, para después recibir, por la derecha al río Turtas (241 km), poco antes de alcanzar Uvat. Continúa por Demyanskoye, donde recibe por la derecha al largo río Demianka (1.160 km), y sigue por Chenyy Yar y Subbota, justo antes de entrar en el distrito autónomo de Janti-Mansi - Yugra).
Llega después a Gomopravdinsk, Tsingaly, Sotnik, Batovo y Repolovo, donde al poco recibe, por la izquierda, al último de sus afluentes de importancia, el largo río Konda (1.097 km). Continúa el Irtish por Tyuli y llega enseguida a la capital Janti-Mansisk. Al poco se une al río Obi, por la margen izquierda, tras un recorrido de 4.248 km.

### Lugares de interés

Régimen fluvial de río Irtish en Tobolsk

En las riberas del río Irtish se encuentran un gran número de monumentos naturales, históricos y arquitectónicos, así como interesantes rutas de visita. El río Irtish está relacionado con muchos nombres conocidos.

## Historia
Varios pueblos mongoles y turcos ocuparon las orillas del río durante muchos siglos. En los siglos XV y XVI, los cursos medio y bajo del Irtish estaban dentro del Kanato tártaro de Sibir, conquistado por los rusos en la década de 1580. En el siglo XVII, el kanato de Zungaria, formado por el pueblo mongol de los oirat, se convirtió en el estado vecino del sur de Rusia, y controló la parte alta del Irtish. Mientras tanto, se fundaron las ciudades rusas de Omsk (1716), Semipalatinsk (1718, hoy Semey), Ust-Kamenogorsk (1720, hoy Öskemen) y Petropavlovsk (1752).
El Imperio chino Qing conquistó el estado de Zungaria en la década de 1750. La frontera entre el Imperio ruso y los Qing (la actual frontera entre Rusia y Kazajistán, al norte, y entre Mongolia y China en el sur) fue establecida en el siglo XIX.

## Uso económico
El río es navegable durante gran parte de su curso entre abril y octubre, cuando no está congelado: es recorrido por buques que transportan mercancías y pasajeros, así como por petroleros. Omsk es el puerto fluvial más grande en el oeste de Siberia, sede de la Compañía navegación del río Irtish.
En el río se han construido muchas centrales hidroeléctricas, algunas de ellas muy grandes, como las realizadas en Ust-Kamenogorsk y Bakhtarminsk, cerca de la frontera con Kazajistán y China. La esclusa más profunda del mundo, con una caída de 42 metros, permite el paso del tráfico fluvial por la presa de Ust-Kemenogorsk.
Algunos de las propuestas para la reversión de los ríos septentrionales, ampliamente discutidas en los años 1960 y 1970, consideraron invertir la dirección del flujo del Irtish para suministrar agua al centro de Kazajistán y a Uzbekistán. Si bien estos sistemas de gestión del agua de escala gigantesca no se ejecutaron, entre 1962 y 1974 se realizó un canal de riego, el canal Irtish-Karaganda (del ruso: Канал Иртыш — Караганда) para abastecer de agua a las secas estepas de Kazajistán y uno de los principales centros industriales del país, Karaganda. En 2002, se construyeron nuevos conductos para abastecer de agua desde el canal el río Ishim y la capital de Kazajistán, Astaná.
En la década de los años 2000, los proyectos para desviar una cantidad importante de agua del Irtish en China, como la propuesta de un canal Irtish Negro—Karamai, han sido denunciados por los ecologistas rusos y kazajos.

### Red hidrográfica del Irtish
El río Irtish tiene muchísimos afluentes, siendo los más importantes los que recoge la tabla siguiente:
| Ramal | Ramal | km (boca) | Nombre río          | Nombre río          | Nombre río          | Nombre río          | Nombre río          | Nombre río          | Nombre (ruso) | Desembocadura | Longitud (km) | Cuenca (km²) | Caudal (m³/s) | Kazajistán | Sujeto(s) federal(es) ruso(s)                                        | Tramo                                 |
| —     | D     |           | Río Kaldzir         | Río Kaldzir         | Río Kaldzir         | Río Kaldzir         | Río Kaldzir         | Río Kaldzir         | -             | Irtych        | 120           | 3090         | 20,1          | Kazajistán | -                                                                    | Curso Superior río Ertis (Kazajistán) |
| I     | —     |           | Río Kandisu -       | Río Kandisu -       | Río Kandisu -       | Río Kandisu -       | Río Kandisu -       | Río Kandisu -       |               | Lago Zaysan   | 180           | 3500         | 3,75          | Kazajistán | -                                                                    | Curso Superior río Ertis (Kazajistán) |
| I     | —     |           | Río Kokpekty        | Río Kokpekty        | Río Kokpekty        | Río Kokpekty        | Río Kokpekty        | Río Kokpekty        | -             | Lago Zaysan   | 150           | 4400         | 4,40          | Kazajistán | -                                                                    | Curso Superior río Ertis (Kazajistán) |
| —     | D     |           | Río Kurčum          | Río Kurčum          | Río Kurčum          | Río Kurčum          | Río Kurčum          | Río Kurčum          | Курчум        | Irtych        | 140           | 6140         | 58            | Kazajistán | -                                                                    | Curso Superior río Ertis (Kazajistán) |
| —     | D     |           | Río Narym           | Río Narym           | Río Narym           | Río Narym           | Río Narym           | Río Narym           |               | Irtych        | 100           |              |               | Kazajistán | -                                                                    | Curso Superior río Ertis (Kazajistán) |
| —     | D     |           | Río Buchtarma       | Río Buchtarma       | Río Buchtarma       | Río Buchtarma       | Río Buchtarma       | Río Buchtarma       |               | Irtych        | 336           | 12 660       | 214           | Kazajistán | -                                                                    | Curso Superior río Ertis (Kazajistán) |
| —     | D     |           | Río Ulba            | Río Ulba            | Río Ulba            | Río Ulba            | Río Ulba            | Río Ulba            |               | Irtych        | 160           | 4990         | 99            | Kazajistán | -                                                                    | Curso Superior río Ertis (Kazajistán) |
| —     | D     |           | Río Uba             | Río Uba             | Río Uba             | Río Uba             | Río Uba             | Río Uba             | Уба           | Irtych        | 278           | 9850         | 178           | Kazajistán | -                                                                    | Curso Superior río Ertis (Kazajistán) |
| I     | —     |           | Río Kyzylsu         | Río Kyzylsu         | Río Kyzylsu         | Río Kyzylsu         | Río Kyzylsu         | Río Kyzylsu         |               | Irtych        |               |              |               | Kazajistán | -                                                                    | Curso Superior río Ertis (Kazajistán) |
| I     | —     |           | Río Čar             | Río Čar             | Río Čar             | Río Čar             | Río Čar             | Río Čar             | Чар           | Irtych        | 250           | 14 000       | 4,82          | Kazajistán | -                                                                    | Curso Superior río Ertis (Kazajistán) |
| I     | —     |           | Río Chagan          | Río Chagan          | Río Chagan          | Río Chagan          | Río Chagan          | Río Chagan          | Шаган         | Irtych        | 295           | 25 400       | 1,02          | Kazajistán | -                                                                    | Curso Superior río Ertis (Kazajistán) |
| —     | D     | 1831      | Río Om              | Río Om              | Río Om              | Río Om              | Río Om              | Río Om              |               | Irtych        | 1091          | 52 400       | 50            | -          | Óblast de Novosibirsk · Óblast de Omsk                               | Curso Medio                           |
| —     | —     | —         |                     | Río Tartas          | Río Tartas          | Río Tartas          | Río Tartas          | Río Tartas          |               | Río Om        | 566           | 16 200       | 21,2          | -          | Óblast de Novosibirsk                                                | Curso Medio                           |
| —     | —     | —         |                     | Río Itcha           | Río Itcha           | Río Itcha           | Río Itcha           | Río Itcha           | Ича           | Río Om        | 240           | 3300         | 4,81          | -          | Óblast de Novosibirsk                                                | Curso Medio                           |
| —     | D     | 1470      | Río Tara            | Río Tara            | Río Tara            | Río Tara            | Río Tara            | Río Tara            |               | Irtych        | 806           | 18 300       | 40,8          | -          | Óblast de Novosibirsk · Óblast de Omsk                               | Curso Medio                           |
| —     | D     | 1374      | Río Uy              | Río Uy              | Río Uy              | Río Uy              | Río Uy              | Río Uy              | Уй            | Irtych        | 387           | 26 700       | 24            | -          | Óblast de Novosibirsk · Óblast de Omsk                               | Curso Medio                           |
| I     | —     | 1332      | Río Osha (Ocha)     | Río Osha (Ocha)     | Río Osha (Ocha)     | Río Osha (Ocha)     | Río Osha (Ocha)     | Río Osha (Ocha)     | Оша           | Irtych        | 530           | 21 300       | 4,95          | -          | Óblast de Omsk                                                       | Curso Medio                           |
| —     | D     | 1288      | Río Shish (o Chich) | Río Shish (o Chich) | Río Shish (o Chich) | Río Shish (o Chich) | Río Shish (o Chich) | Río Shish (o Chich) | Шиш           | Irtych        | 378           | 5270         | 15,2          | -          | Óblast de Omsk                                                       | Curso Medio                           |
| —     | D     | 1174      | Río Tuy             | Río Tuy             | Río Tuy             | Río Tuy             | Río Tuy             | Río Tuy             | Туй           | Irtych        | 507           | 8490         | 31,3          | -          | Óblast de Omsk                                                       | Curso Medio                           |
| I     | —     | 1016      | Río Ishim           | Río Ishim           | Río Ishim           | Río Ishim           | Río Ishim           | Río Ishim           |               | Irtych        | 2450          | 177 000      | 56,3          | Kazajistán | Óblast de Omsk · Óblast de Tiumén                                    | Curso Medio                           |
| —     | —     | —         |                     | Río Koluton         | Río Koluton         | Río Koluton         | Río Koluton         | Río Koluton         |               | Río Ichim     | 200           |              |               | Kazajistán | -                                                                    | Curso Medio                           |
| —     | —     | —         |                     | Río Žabaj           | Río Žabaj           | Río Žabaj           | Río Žabaj           | Río Žabaj           |               | Río Ichim     | 196           |              |               | Kazajistán | -                                                                    | Curso Medio                           |
| —     | —     | —         |                     | Río Terisakkan      | Río Terisakkan      | Río Terisakkan      | Río Terisakkan      | Río Terisakkan      |               | Río Ichim     | 350           |              |               | Kazajistán | -                                                                    | Curso Medio                           |
| —     | —     | —         |                     | Río Akan-Burluk     | Río Akan-Burluk     | Río Akan-Burluk     | Río Akan-Burluk     | Río Akan-Burluk     |               | Río Ichim     | 240           |              |               | Kazajistán | -                                                                    | Curso Medio                           |
| —     | —     | —         |                     | Río Iman-Burluk     | Río Iman-Burluk     | Río Iman-Burluk     | Río Iman-Burluk     | Río Iman-Burluk     |               | Río Ichim     | 230           |              |               | Kazajistán | -                                                                    | Curso Medio                           |
| —     | —     | —         |                     | Río Bolchaya Tava   | Río Bolchaya Tava   | Río Bolchaya Tava   | Río Bolchaya Tava   | Río Bolchaya Tava   | Большая Тава  | Río Ichim     | 180           | 2740         | 6,23          | -          | Óblast de Omsk · Óblast de Tiumén                                    | Curso Medio                           |
| I     | —     | 729       | Río Vagai           | Río Vagai           | Río Vagai           | Río Vagai           | Río Vagai           | Río Vagai           |               | Irtych        | 555           | 23 200       | 35            | -          | Óblast de Tiumén                                                     | Curso Medio                           |
| I     | —     | 643       | Río Tobol           | Río Tobol           | Río Tobol           | Río Tobol           | Río Tobol           | Río Tobol           |               | Irtych        | 1591          | 426 000      | 805           | -          | Óblast de Kurgán · Óblast de Tiumén                                  | Curso Inferior                        |
| —     | —     | —         |                     | Río Tavda           | Río Tavda           | Río Tavda           | Río Tavda           | Río Tavda           | Тавда         | Río Tobol     | 719           | 88 100       | 440           | -          | Óblast de Sverdlovsk · Óblast de Tiumén                              | Curso Inferior                        |
| —     | —     | —         |                     |                     | Río Pelym           | Río Pelym           | Río Pelym           | Río Pelym           | Пелым         | Río Tavda     | 707           | 15 200       | 100           | -          | Óblast de Sverdlovsk                                                 | Curso Inferior                        |
| —     | —     | —         |                     |                     | Río Lozva           | Río Lozva           | Río Lozva           | Río Lozva           | Лозьва        | Río Tavda     | 637           | 17 800       | 70            | -          | Óblast de Sverdlovsk                                                 | Curso Inferior                        |
| —     | —     | —         |                     |                     | Río Sosva           | Río Sosva           | Río Sosva           | Río Sosva           | Сосьва        | Río Tavda     | 635           | 24 700       | 113           | -          | Óblast de Sverdlovsk                                                 | Curso Inferior                        |
| —     | —     | —         | —                   | —                   | —                   | Río Lialia          | Río Lialia          | Río Lialia          | Ляля          | Río Sosva     | 320           | 7500         |               | -          | Óblast de Sverdlovsk                                                 | Curso Inferior                        |
| —     | —     | —         | —                   | —                   | —                   | —                   | Río Lobva           | Río Lobva           | Лобва         | Río Lialia    | 260           | 3980         | 20,1          | -          | Óblast de Sverdlovsk                                                 | Curso Inferior                        |
| —     | —     | —         |                     | Río Tura            | Río Tura            | Río Tura            | Río Tura            | Río Tura            | Тура́          | Río Tobol     | 1030          | 80 400       |               | -          | Óblast de Sverdlovsk · Óblast de Tiumén                              | Curso Inferior                        |
| —     | —     | —         |                     |                     | Río Pychna          | Río Pychna          | Río Pychna          | Río Pychna          | Пышма         | Río Tura      | 603           | 19 700       | 34            | -          | Óblast de Sverdlovsk · Óblast de Tiumén                              | Curso Inferior                        |
| —     | —     | —         |                     |                     | Río Nitsa           | Río Nitsa           | Río Nitsa           | Río Nitsa           | Ница          | Río Tura      | 262           | 22 600       |               | -          | Óblast de Sverdlovsk                                                 | Curso Inferior                        |
| —     | —     | —         | —                   | —                   | —                   | Río Neiva           | Río Neiva           | Río Neiva           | Нейва         | Río Nitsa     | 294           | 5600         | 19            | -          | Óblast de Sverdlovsk                                                 | Curso Inferior                        |
| —     | —     | —         | —                   | —                   | —                   | Río Rej             | Río Rej             | Río Rej             | Реж           | Río Nitsa     | 219           | 4400         | 11,9          | -          | Óblast de Sverdlovsk                                                 | Curso Inferior                        |
| —     | —     | —         |                     |                     | Río Tagil           | Río Tagil           | Río Tagil           | Río Tagil           | Тагил         | Río Tura      | 414           | 10 100       |               | -          | Óblast de Sverdlovsk                                                 | Curso Inferior                        |
| —     | —     | —         |                     |                     | Río Salda           | Río Salda           | Río Salda           | Río Salda           | Салда         | Río Tura      | 182           | 3670         | 13,4          | -          | Óblast de Sverdlovsk                                                 | Curso Inferior                        |
| —     | —     | —         |                     | Río Iset            | Río Iset            | Río Iset            | Río Iset            | Río Iset            | Исеть         | Río Tobol     | 606           | 58 900       | 65,4          | -          | Óblast de Kurgán · Óblast de Sverdlovsk · Óblast de Tiumén           | Curso Inferior                        |
| —     | —     | —         |                     |                     | Río Miass           | Río Miass           | Río Miass           | Río Miass           | Миасс         | Río Iset      | 658           | 21 800       | 17            | -          | Óblast de Kurgán · República de Baskortostán · Óblast de Cheliábinsk | Curso Inferior                        |
| —     | —     | —         |                     |                     | Río Tetcha          | Río Tetcha          | Río Tetcha          | Río Tetcha          | Теча          | Río Iset      | 240           | 715 000      | 6,63          | -          | Óblast de Kurgán · República de Baskortostán · Óblast de Cheliábinsk | Curso Inferior                        |
| —     | —     | —         |                     | Río Uy              | Río Uy              | Río Uy              | Río Uy              | Río Uy              | Уй            | Río Tobol     | 462           | 34 400       | 13,6          | -          | Óblast de Kurgán · República de Baskortostán · Óblast de Cheliábinsk | Curso Inferior                        |
| —     | —     | —         |                     |                     | Río Uvelka          | Río Uvelka          | Río Uvelka          | Río Uvelka          | Увелька       | Río Uy        | 260           | 4700         | 4,3           | -          | Óblast de Cheliábinsk                                                | Curso Inferior                        |
| —     | —     | —         |                     |                     | Río Toguzak         | Río Toguzak         | Río Toguzak         | Río Toguzak         | Тогузак       | Río Uy        | 200           | 7970         | 2,9           | Kazajistán | Óblast de Cheliábinsk                                                | Curso Inferior                        |
| —     | —     | —         |                     | Río Ubagan          | Río Ubagan          | Río Ubagan          | Río Ubagan          | Río Ubagan          | Убаган        | Río Tobol     | 376           | 50 700       |               | Kazajistán | Óblast de Cheliábinsk                                                | Curso Inferior                        |
| —     | —     | —         |                     | Río Aïat            | Río Aïat            | Río Aïat            | Río Aïat            | Río Aïat            | Аять          | Río Tobol     | 225           | 11 000       | 4,88          | Kazajistán | Óblast de Cheliábinsk                                                | Curso Inferior                        |
| —     | —     | —         |                     |                     | Río Kartaly-Aïat    | Río Kartaly-Aïat    | Río Kartaly-Aïat    | Río Kartaly-Aïat    | Карталы-Аят   | Río Aïat      | 160           |              | 0,54          | -          | Óblast de Cheliábinsk                                                | Curso Inferior                        |
| —     | —     | —         |                     |                     | Río Kamistiaïat     | Río Kamistiaïat     | Río Kamistiaïat     | Río Kamistiaïat     | Карталы-Аят   | Río Aïat      | 150           | 2950         | 2,18          | Kazajistán | Óblast de Cheliábinsk                                                | Curso Inferior                        |
| —     | D     | 422       | Río Turtas          | Río Turtas          | Río Turtas          | Río Turtas          | Río Turtas          | Río Turtas          | Туртас        | Irtych        | 241           | 12 100       | 39,9          | -          | Óblast de Omsk · Óblast de Tiumén                                    | Curso Inferior                        |
| I     | —     |           | Río Noska           | Río Noska           | Río Noska           | Río Noska           | Río Noska           | Río Noska           | Носка         | Irtych        | 374           | 8500         | 16,5          | -          | Óblast de Tiumén                                                     | Curso Inferior                        |
| —     | D     | 318       | Río Demianka        | Río Demianka        | Río Demianka        | Río Demianka        | Río Demianka        | Río Demianka        |               | Irtych        | 1160          | 34 800       |               | -          | Óblast de Omsk · Óblast de Tiumén                                    | Curso Inferior                        |
| —     | —     | —         |                     | Río Keum            | Río Keum            | Río Keum            | Río Keum            | Río Keum            |               | Río Demianka  | 354           | 3630         |               | -          | Óblast de Tiumén                                                     | Curso Inferior                        |
| —     | —     | —         |                     | Río Urna            | Río Urna            | Río Urna            | Río Urna            | Río Urna            |               | Río Demianka  | 336           |              |               | -          | Óblast de Omsk · Óblast de Tiumén                                    | Curso Inferior                        |
| —     | —     | —         |                     | Río Imgyt           | Río Imgyt           | Río Imgyt           | Río Imgyt           | Río Imgyt           |               | Río Demianka  | 304           | 5980         |               | -          | Óblast de Tiumén                                                     | Curso Inferior                        |
| I     | —     | 86        | Río Konda           | Río Konda           | Río Konda           | Río Konda           | Río Konda           | Río Konda           |               | Irtych        | 1097          | 72 800       | 230           | -          | Distrito autónomo de Janti-Mansi                                     | Curso Inferior                        |
| —     | —     | —         |                     | Río Mulymya         | Río Mulymya         | Río Mulymya         | Río Mulymya         | Río Mulymya         | Мулымья       | Río Konda     | 608           | 7810         | 22,5          | -          | Distrito autónomo de Janti-Mansi                                     | Curso Inferior                        |
| —     | —     | —         |                     | Río Bolshoy Tap     | Río Bolshoy Tap     | Río Bolshoy Tap     | Río Bolshoy Tap     | Río Bolshoy Tap     | Большой Тап   | Río Konda     | 504           | 6700         |               | -          | Distrito autónomo de Janti-Mansi                                     | Curso Inferior                        |
| —     | —     | —         |                     | Río Kuma            | Río Kuma            | Río Kuma            | Río Kuma            | Río Kuma            | Кума          | Río Konda     | 530           | 7750         | 22,9          | -          | Distrito autónomo de Janti-Mansi                                     | Curso Inferior                        |
| —     | —     | —         |                     | Río Yukonda         | Río Yukonda         | Río Yukonda         | Río Yukonda         | Río Yukonda         |               | Río Konda     | 324           | 6870         |               | -          | Distrito autónomo de Janti-Mansi                                     | Curso Inferior                        |

### Afluentes en el Registro Estatal de Aguas de Rusia
En el Registro Estatal de Aguas de Rusia, se recogen los siguientes afluentes (los kilómetros son la distancia a la boca):

- 71 km: el río Sogom
- 86 km: el río KONDA
- 104 km: el río Bobrovka
- 145 km: el río Chagrovaya
- 161 km: el río Churym
- 195 km: río Yagodnaya
- 204 km: río Talagayka
- 207 km: río KONDINKA
- 215 km: río Kaygarka
- 224 km: río Bobrovka
- 231 km: río Taltymka
- 235 km: Nizh. Curva
- 280 km: río sin título
- 280 km: río Podchugasnaya
- 286 km: río CHANDYSHEVA
- 311 km: río Glushitsa
- 318 km: río DEMYANKA
- 322 km: río BOBROVKA
- 332 km: río Tugutka
- 356 km : Río Krivaya
- 361 km: río Bystraya
- 380 km: río sin título
- 396 km: río sin título
- 415 km: río sin título
- 422 km: río TURTAS
- 430 km: río Protoka
- 447 km: río Borovaya
- 488 km: río Bol. Ingair
- 517 km: río Bartak
- 530 km: río Moil
- 544 km: río sin título (debajo del pueblo de Pena)
- 549 km: río sin título (cerca del pueblo de Nadtsy)
- 576 km: río AREMZYANKA
- 613 km: río TIME
- 622 km: río ROGALIKHA
- 643 km: río Tobol
- 679 km: río Kunduska
- 680 km: río Karakunduska
- 687 km: arroyos Staritsa (arroyo Albyak)
- 696 km: río Usa
- 729 km: río Vagai
- 738 km: río sin título
- 756.2 km: río Bashkurka
- 756.8 km: río Inzhura
- 764 km: río sin título
- 798 km: río Belaya
- 800 km: río Bol. Supra
- 807 km: río Katanguika
- 818 km: río Churbash
- 834 km: río Kisha
- 873 km: río Bugumbas
- 887 km: río Kilik
- 912 km: río Bol. Kilik
- 925 km: río Suya
- 934 km: río playa (playa Bol.)
- 935 km: río sin título
- 949 km: río Sargis
- 960 km: río sin título
- 1016 km: río ISHIM
- 1031 km: río sin título
- 1037 km:río sin título
- 1041 km: río Ubaergan
- 1054 km: río Urash
- 1063 km: río Kaysi (Bol. Kaysi)
- 1077 km: río Ava
- 1091 km: río Kip
- 1093 km: río Tentis (Tintis)
- 1108 km: río Bol. Yangaz
- 1125 km: río Star. Syrets
- 1136 km: río Ava
- 1137 km: río Syrets
- 1156 km: río Tevriz
- 1174 km: río Tuy (Bol. Tuy)
- 1194 km: río Imissa
- 1199 km: río Angaiska
- 1204 km: río Imis
- 1227 km: río Tevriz
- 1248 km: río Mitad (Chiganka)
- 1263 km: río Koksha
- 1269 km: río B. Taychinka
- 1284 km: río Plotnikovka
- 1288 km: río Shish
- 1332 km: río Osh
- 1347 km: río sin título
- 1374 km: río Uy
- 1385 km: río Neklyudikha
- 1397 km: río Stepanovka
- 1402 km : Río Tozepka
- 1421 km: río ARKARKA
- 1433 km: río Abrosimovka
- 1434 km: río Pyataya Rechka
- 1437 km: río IBEYKA
- 1444 km: río Zayka (Urazai)
- 1470 km: río TARA
- 1493 km: río NYUHALOVKA
- 1507 km: río Kunluk
- 1547 km: río Ustye
- 1561 km: río Takmys
- 1567 km: río BYZOVKA
- 1575 km: río ARTYNKA
- 1595 km: río Bolshaya (Poperechnaya)
- 1610 km: río Kamyshkin
- 1676 km: río Karasuk
- 1680 km: río OZ.DUBASNOE (R. Istok)
- 1696 km: río SARGATKA
- 1697 km: río Talovka
- 1717 km: río Zamarashka
- 1762 km: río AVLUHA
- 1822 km: río KAMYSHLOVKA
- 1831 km: río OM
- 1952 km: río Tugochayka